# Бодиско, Николай Андреевич

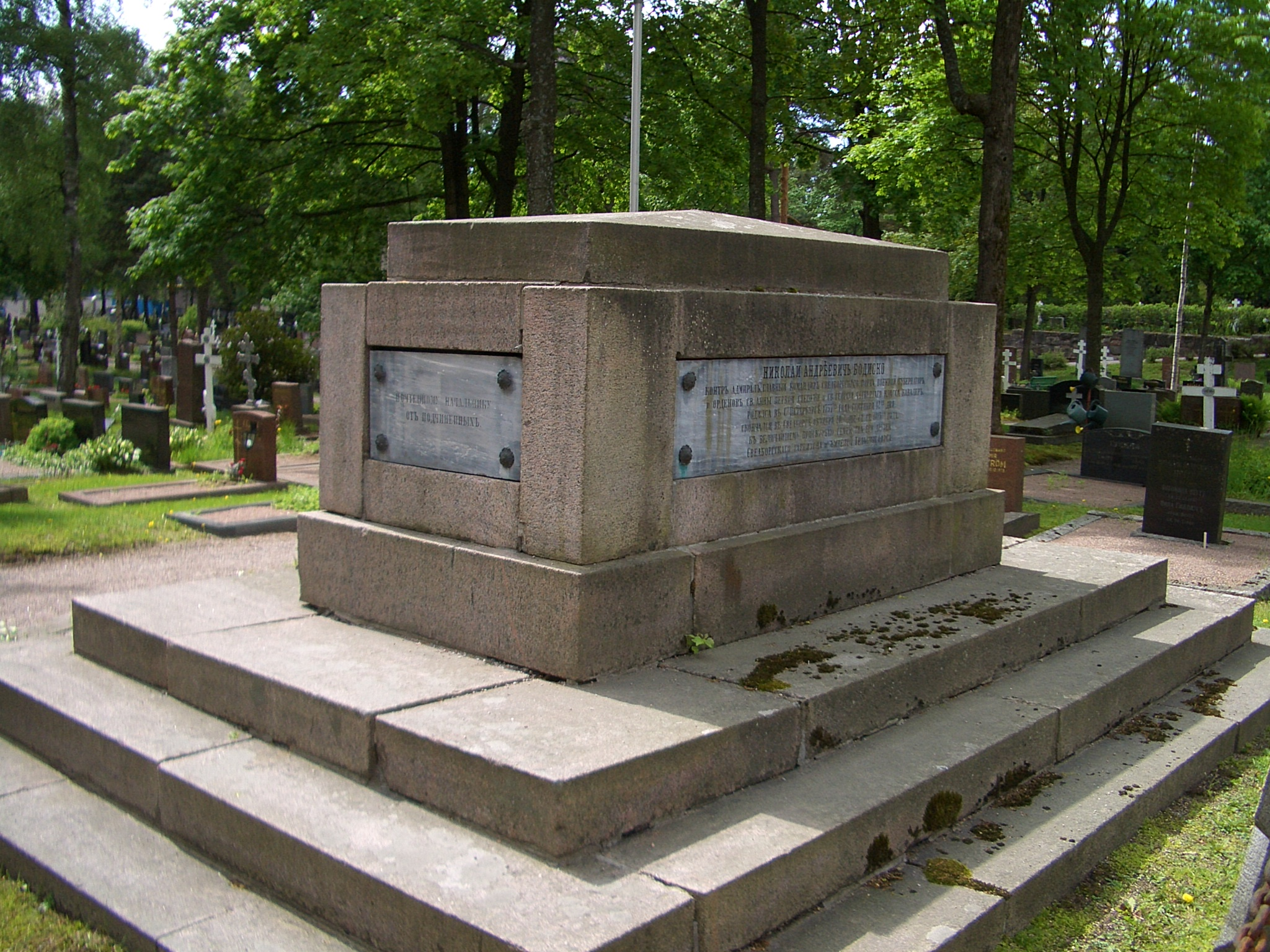
Надгробие на могиле контр-адмирала Н. А. Бодиско на православном кладбище в Хельсинки.

Николай Андреевич Бодиско (1756—1815) — российский контр-адмирал, главный командир Свеаборгского порта.

## Биография
Родился 12 (23) сентября 1756 года в Санкт-Петербурге.
Получив образование в Морском кадетском корпусе, Бодиско в 1777 году был произведён в мичманы. В 1780—1781 годах в эскадре контр-адмирала И. А. Борисова перешёл из Кронштадта в Ливорно и обратно, а в 1782—1784 годах в эскадре вице-адмирала В. Я. Чичагова вновь ходил в Ливорно.
В 1786 году Бодиско уже сам командовал придворной яхтой «Счастие», а в 1787 году был назначен в кругосветное плавание в экспедиции капитана Г. И. Муловского, но, ввиду предстоявшей войны со шведами, экспедиция была отменена.
В 1788 году Бодиско был произведён в капитан-лейтенанты и, командуя транспортом «Сокол», был в Гогландском сражении, после чего принял в командование пленный шведский корабль «Принц Густав» и доставил на нём в Кронштадт пленных.
Командуя фрегатом «Надежда Благополучия» в отряде капитана 2-го ранга Я. И. Тревенена, Бодиско участвовал в сражении у Гангута, а затем до поздней осени плавал в Балтийском море. 15 июля 1789 года он, в составе эскадры адмирала Чичагова, участвовал в Эландском сражении, 2 мая 1790 года — в Ревельском, а 22 июня — в Выборгском, где взял с бою в плен четыре шведских канонерских лодки и два транспорта, и 6 июля был награждён орденом Св. Георгия IV класса (№ 393 по кавалерскому списку Судравского и № 746 по списку Григоровича — Степанова):
За храбрость, оказанную 22 июня 790 года в сражении со Шведским флотом
В 1793 году, командуя фрегатом «Венус», Бодиско ходил, по особому Высочайшему повелению, в Голландию и Англию с графом д’Артуа, а в 1795—1797 годах, командуя тем же фрегатом, плавал в эскадре вице-адмирала П. И. Ханыкова у берегов Англии и крейсировал с английской эскадрой в Немецком море, а также участвовал в Высочайшем смотру у Красной Горки.
В 1798 году, командуя кораблем «Эмгейтон», Бодиско крейсировал у Догерорта, а 17 ноября был произведён в капитаны 1-го ранга и уволен по прошению в отставку, в которой пробыл до августа 1801 года, когда вновь поступил на службу и командовал кораблями на Ревельском рейде. 
В 1804 году он получил чин капитан-командора, а в 1807 году произведён в контр-адмиралы (- формуляр) В честь Николая Андреевича Бодиско назван один из полуостровов к северу от Кореи – мыс Бодиско
В 1808 году, начальствуя сухопутным 2-тысячным отрядом, посаженным на зафрахтованные купеческие суда, Бодиско пришёл из Либавы и 22 апреля овладел островом Готланд, но скоро был принужден оставить остров, 16 мая атакованный шведским отрядом в 5000 человек под командованием Рудольфа Сегерстрёма. За эту экспедицию Бодиско был награждён орденом Св. Анны 1-й степени, но потом был предан суду и 26 мая 1809 года исключен из службы «за удаление с острова Готланда сухопутных войск, бывших под его начальством, и положение оружия без сопротивления», отослан на жительство в Вологду и лишён ордена св. Анны.
4 октября 1811 года Бодиско был Всемилостивейше прощён и вновь поступил на службу, а 7 ноября 1812 года был назначен главным командиром Гельсингфорса и Свеаборгского порта. 24 июля 1814 года он вновь был награждён орденом Св. Анны 1-й степени.
Умер 20 октября (1 ноября) 1815 года в Свеаборге. («Русский биографический словарь» А. А. Половцова ошибочно указывает, что Бодиско умер 1 января 1815 г.) Похоронен на православном кладбище в Хельсинки в районе Лапинлахти.

## Семья
Жена (с 21 марта 1791): Каролина Вистингаузен (6.12.1770—3.2.1831). 
Дети:
- Александр Николаевич  (21.10.1795 — 6.11.1862). Генерал-майор с 1843 года
- Леонтий Николаевич (1805 - 1870). Председатель Саратовской казённой палаты. Капитан 1-го ранга в отставке
- Эдуард (Дмитрий-Павел) Николаевич (9.11.1806 - 24.08.1870). Статский советник. Штабс-капитан артиллерии. Был ревизором Тульской казённой палаты.
- Фёдор Николаевич (22.08(24.09).1802 – 24.10.1850). Писатель. Капитан 1-го ранга. Участник 2-х кругосветных плаваний.
- Константин (Генрих) Николаевич (12.12.1810-17.03.1880). Генерал-лейтенант с 1874 года. Служил по армейской кавалерии. Участник польской кампании 1830—1831 годов
- Николай Николаевич (1792-1794). Умер в младенчестве
- Николай(2) Николаевич  (30.07.1798-24.07.1815). Был в Пажеском корпусе Его Императорского Величества, умер в корпусном лазарете.
- Екатерина (Маргарита) Николаевна (17.12.1791-22.07.1846).
- Амалия (Мария) Николаевна (09.07.1799-03.02.1857). Была замужем за генерал-губернатором Ф. Я. Мирковичем
- Анна Николаевна (17.02.1801-10.07.1839).
- Александра (Елизавета) Николаевна (02.04.1808-26.12.1869). Была замужем за бароном Иваном (Фридольфом-Михаилом) Михайловичем Хизингером, владельцем имения Фагервик в Финляндии.
- Отто (Эдуард) Николаевич (13.12.1805-29.12.1805). Умер в младенчестве
- Александр Николаевич (1793-1795). Умер в младенчестве
- Павел Николаевич (1794-1795). Умер в младенчестве